# 伍德河谷

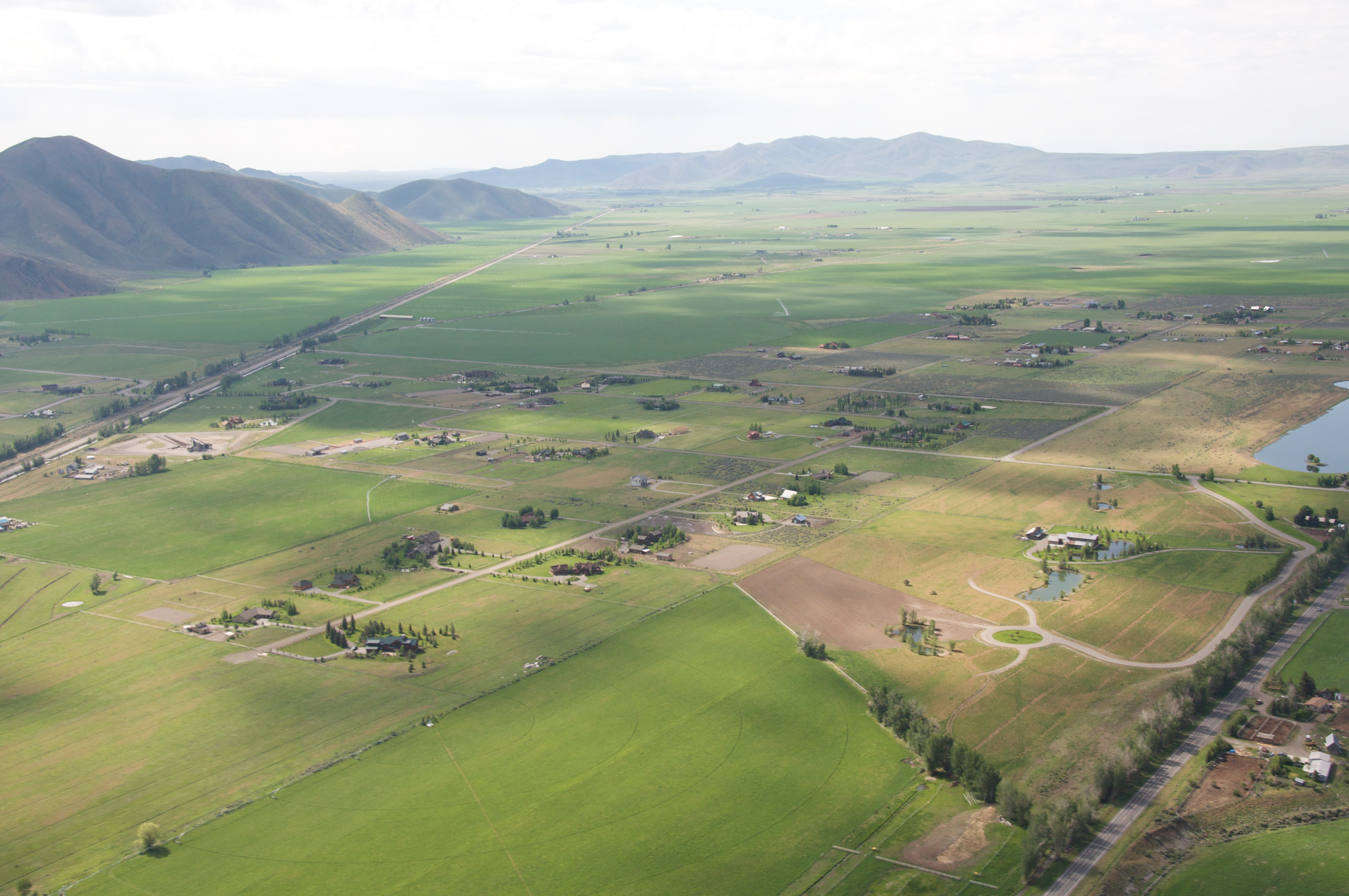
2009年伍德河谷鸟瞰图

伍德河谷（Wood River Valley）是爱达荷州中南部的一个地区，属于布莱恩县。该地区因流经此地的大伍德河（Big Wood River）和小伍德河（Little Wood River）而得名。
伍德河谷有四个建制城市：贝尔维尤、海利、凯彻姆和太阳谷。虽然该地区被认为是更大的魔法谷（Magic Valley）的一部分，但其经济更依赖旅游业，与以农业为主的魔法谷地区不同。
太阳谷度假地位于伍德河谷的北端。该地区还包括锯齿国家森林公园和锯齿国家休闲区的大部分地区。
爱达荷州75号州际公路（State Highway 75），又称锯齿山风景道（Sawtooth Scenic Byway），是该地区的主要交通路线。弗里德曼纪念机场和伍德河高中都位于海利市，该市是布莱恩县的县治所在地。

## 著名人物
- 约翰·鲍德温·尼尔（John Baldwin Neil，1842-1902）于1880至1883年担任爱达荷领地州长，之后居住在谷中并参与采矿作业。[2]
- 鲍·伯格达尔（1986年出生）阿富汗战争期间临阵脱逃后被俘的最后一名美国士兵。[3]